# Helius fulvithorax
Helius fulvithorax là một loài ruồi trong họ Limoniidae. Chúng phân bố ở miền Australasia.